# Музей Святой Елены
Музей Святой Елены — музей на острове Святой Елены, Британской заморской территории в южной части Атлантического океана.
Музей управляется Национальным фондом Святой Елены. Расположен в каменном здании конца 18-го века, бывшей старой электростанции, у подножия так называемой лестницы Иакова в Джеймстауне, столице острова Святой Елены. Был официально открыт 21 мая 2002 года, в пятисотлетнюю годовщину открытия острова, губернатором Дэвидом Холламби.
Музей является одним из двух на острове. Другим является Лонгвуда-Хаус, дом, в котором Наполеон Бонапарт жил и умер во время своей ссылки на острове Святой Елены.